# Zelotes talpinus
Zelotes talpinus este o specie de păianjeni din genul Zelotes, familia Gnaphosidae. A fost descrisă pentru prima dată de Ludwig Carl Christian Koch în anul 1872. Conform Catalogue of Life specia Zelotes talpinus nu are subspecii cunoscute.